# Chautauqua (Kansas)
Chautauqua és una població dels Estats Units a l'estat de Kansas. Segons el cens del 2000 tenia 113 habitants.

## Demografia
Segons el cens del 2000, Chautauqua tenia 113 habitants, 53 habitatges, i 29 famílies. La densitat de població era de 101,5 habitants per km².
Dels 53 habitatges en un 22,6% hi vivien nens de menys de 18 anys, en un 39,6% hi vivien parelles casades, en un 15,1% dones solteres, i en un 43,4% no eren unitats familiars. En el 43,4% dels habitatges hi vivien persones soles el 22,6% de les quals corresponia a persones de 65 anys o més que vivien soles. El nombre mitjà de persones vivint en cada habitatge era de 2,13 i el nombre mitjà de persones que vivien en cada família era de 2,97.
Per edats la població es repartia de la següent manera: un 24,8% tenia menys de 18 anys, un 8% entre 18 i 24, un 19,5% entre 25 i 44, un 24,8% de 45 a 60 i un 23% 65 anys o més.
L'edat mediana era de 42 anys. Per cada 100 dones de 18 o més anys hi havia 88,9 homes.
La renda mediana per habitatge era de 18.500 $ i la renda mediana per família de 19.583 $. Els homes tenien una renda mediana de 31.250 $ mentre que les dones 15.750 $. La renda per capita de la població era de 9.781 $. Entorn del 27,3% de les famílies i el 38,5% de la població estaven per davall del llindar de pobresa.

## Poblacions més properes
El següent diagrama mostra les poblacions més properes.